# Help! De dokter verzuipt (muziek)
Help! De dokter verzuipt, soms ook vermeld als Help! is een single van Rogier van Otterloo. Het bevat muziek uit de film. Van Otterloo schreef muziek bij meerdere films, maar dit is het enige stuk dat op zijn eigen naam de hitparade haalde. De muziek is een mengeling van klassieke muziek, rock en jazz muziek, de stijl van Rogier van Otterloo.
Van de film werd geen album met filmmuziek uitgegeven. Help! verscheen samen met Irene wel op de langspeelplaat Visions. Irene was een muzikale omschrijving van de vrouwelijke hoofdpersoon Irene gespeeld door Martine Bijl.

## Hitnotering

### Nederlandse Top 40
| Hitnotering: week 15 t/m 21 in 1974 | Hitnotering: week 15 t/m 21 in 1974 | Hitnotering: week 15 t/m 21 in 1974 | Hitnotering: week 15 t/m 21 in 1974 | Hitnotering: week 15 t/m 21 in 1974 | Hitnotering: week 15 t/m 21 in 1974 | Hitnotering: week 15 t/m 21 in 1974 | Hitnotering: week 15 t/m 21 in 1974 | Hitnotering: week 15 t/m 21 in 1974 |
| Week:                               | 1                                   | 2                                   | 3                                   | 4                                   | 5                                   | 6                                   | 7                                   |                                     |
| ----------------------------------- | ----------------------------------- | ----------------------------------- | ----------------------------------- | ----------------------------------- | ----------------------------------- | ----------------------------------- | ----------------------------------- | ----------------------------------- |
| Positie:                            | 30                                  | 27                                  | 18                                  | 16                                  | 23                                  | 32                                  | 38                                  | uit                                 |

### NederlandseDaverende 30
| Hitnotering: 13-4-1974 t/m 10-5-1974 | Hitnotering: 13-4-1974 t/m 10-5-1974 | Hitnotering: 13-4-1974 t/m 10-5-1974 | Hitnotering: 13-4-1974 t/m 10-5-1974 | Hitnotering: 13-4-1974 t/m 10-5-1974 | Hitnotering: 13-4-1974 t/m 10-5-1974 |
| Week:                                | 1                                    | 2                                    | 3                                    | 4                                    |                                      |
| ------------------------------------ | ------------------------------------ | ------------------------------------ | ------------------------------------ | ------------------------------------ | ------------------------------------ |
| Positie:                             | 29                                   | 18                                   | 17                                   | 17                                   | uit                                  |